# Palau Caotorta Angaran
El Palau Caotorta Angaran és un edifici civil venecià situat al districte de Dorsoduro i amb vistes al Gran Canal entre el Palau Balbi i el Palau Civran Grimani.

## Història
És un edifici del segle XIV que va ser reconstruït gairebé completament el 1956 per Angelo Scattolin.

## Arquitectura
Presenta una façana arrebossada, dividida segons la tradició veneciana: planta baixa, amb el portal d'aigua, dues plantes principals amb finestres polifores i un entresol a l'àtic. Una gran finestra de mansarda s'eleva per sobre del ràfec. La façana, particularment senzilla pel que fa a la decoració, és interessant per la presència d'importants cornises que marquen la divisió d'una planta a l'altra i un escut d'armes del segle XVIII situat entre les finestres de l'entresol. Pel que fa a les finestres trifores, totes dues recorden la clàssica serliana, tot i que la inferior és de més importància.